# Fortunio (revue)
Pour les articles homonymes, voir Fortunio.
Fortunio est le titre de la « revue littéraire artistique et théâtrale » créée à Marseille par Marcel Pagnol en 1913, avec l'aide d'étudiants parmi lesquels Jean Ballard, Gabriel d'Aubarède et Georges Finaud, le 10 février 1914. La revue devient ultérieurement Les Cahiers du Sud, dans laquelle il publie quelques poèmes et son premier roman, Le Mariage de Peluque..
Les deux premières séries ne furent distribuées qu'à quelques centaines d’exemplaires, avec de longues interruptions, mais à partir d'octobre 1920, Fortunio refait surface, puis s'enrichit de chroniques locales, d'interviews sensationnelles et de comptes rendus de répétitions générales envoyés par un mystérieux « correspondant parisien », qui n'était autre que Marcel Pagnol.
Nommé professeur au lycée Condorcet à Paris, Pagnol peinait à en assurer valablement la direction. Il décrit les difficultés de sa tâche dans la préface à Pirouettes :
« J'étais directeur, rédacteur en chef, secrétaire de la rédaction, metteur en pages, car on ne savait jamais de quels articles serait composé le numéro. Chacun exigeait trois pages, six pages, dix pages… Mais à l'imprimerie, c'était une autre histoire… ».
Après avoir tenté en vain de promouvoir une édition parisienne, Marcel Pagnol fut contraint de renoncer en 1925 et de transmettre le flambeau à son ami Jean Ballard, sous la direction duquel la revue parvient peu à peu à une audience internationale, après avoir été rebaptisée Les Cahiers du Sud, titre sous lequel elle paraîtra jusqu'en 1966.

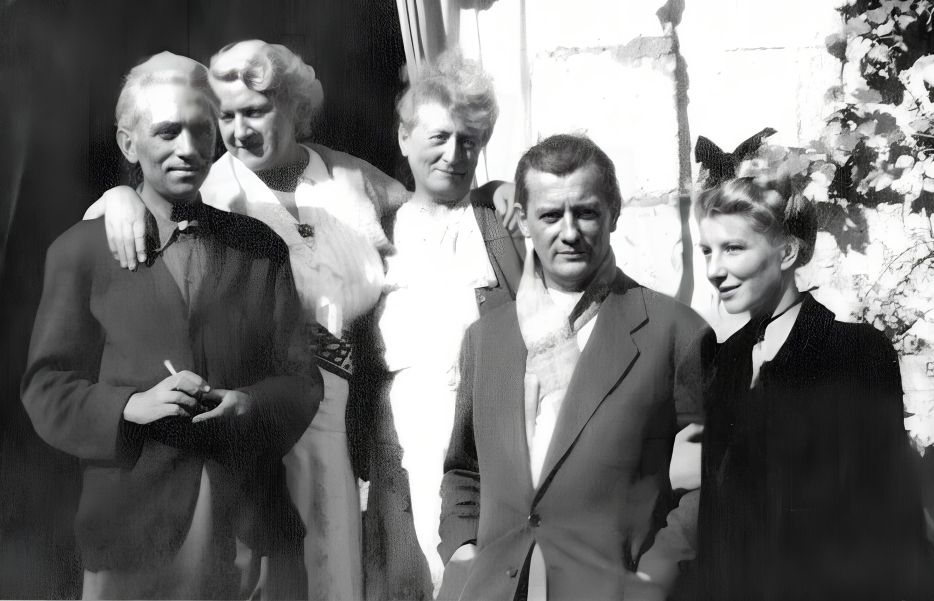
En 1947, aux côtés de son épouse Jacqueline Pagnol et de deux amies, Marcel Pagnol retrouve Georges Finaud (à gauche) avec lequel il a fondé la revue Fortunio.

## Premier poème paru dans Fortunio
- La Prière à Pan